# Gornji Višnjik
Gornji Višnjik (szerbül: Горњи Вишњик), település Bosznia-Hercegovinában, Derventa községben, a Szerb Köztársaság északi régiójában. 

## Fekvése
A település Bosznia-Hercegovina északi részén, Dobojtól légvonalban 31, közúton 43 km-re északra, községközpontjától légvonalban 18, közúton 17 km-re keletre fekvő dombos vidéken, 174-304 méteres magasságban fekszik.

## Népessége
| Nemzetiségi csoport | Népesség 1991 | Népesség 2013 |
| ------------------- | ------------- | ------------- |
| Szerb               | 238           | 85            |
| Bosnyák             | 0             | 0             |
| Horvát              | 80            | 1             |
| Jugoszláv           | 0             | 0             |
| Egyéb               | 0             | 0             |
| Összesen            | 318           | 86            |

## Története
A szerb lakosságú település 1878-ig tartozott az Oszmán Birodalomhoz. Ekkor a berlini kongresszus határozata alapján az Osztrák-Magyar Monarchia része lett. 1879-ben az első osztrák-magyar népszámlálás során a Derventi járáshoz tartozó Višnjik településnek 63 háztartása, 287 római katolikus és 95 ortodox lakosa volt. 1910-ben a Derventai járáshoz tartozó Višnjik településen 116 háztartást, 218 ortodox és 504 római katolikus lakost találtak. A monarchia szétesésével 1918-ban előbb a Szerb-Horvát-Szlovén Királyság, majd 1929-től a Jugoszláv Királyság része lett. 1921-ben a Derventai járáshoz tartozó Višnjik településnek 782 lakosa volt, közülük 242 ortodox és 540 római katolikus volt. Az 1929-es törvény értelmében, amikor Bosznia-Hercegovinát négy banovinára, Drinskára, Vrbaskára, Zetskára és Primorskára osztották, a település a Vrbaska banovina (Orbászi Bánság) része lett, amelynek székhelye Banja Luka volt. 1939-ben a közigazgatás átszervezésével a Hrvatska banovina (Horvát Bánság) része lett.
A második világháborúban Jugoszlávia megszállása után a Független Horvát Állam (NDH) része lett. A második világháború után 1992-ig a település a szocialista Jugoszlávia keretében a Bosznia-Hercegovinai Népköztársaság része volt. A boszniai háborút lezáró daytoni békeszerződés rendelkezése alapján az ország területét felosztották a Bosznia-hercegovinai Föderáció és a boszniai Szerb Köztársaság között. A békeszerződés utáni területmegosztási megállapodás értelmében a település Derventa község részeként a Boszniai Szerb Köztársasághoz került.

## Nevezetességei
Szent Marina nagyvértanú tiszteletére szentelt ortodox temploma. A templom mérete 10x5 méter. Egy régi kápolna helyén épült a Višnjikben található Kolarica falucskában. A templom építése 1985-ben kezdődött. 1990. július 29-én szentelte fel Vasilije, Zvornik-Tuzla püspöke. A boszniai háború (1992-1995) alatt a templomot a horvát hadsereg lőszerraktárként használta. Amikor a Boszniai Szerb Köztársaság Hadserege 1992 júliusában áttörést ért el Bród felé, a Horvát Köztársaság Hadserege felgyújtotta a templomot. Milorad Bajbić papnak a XVI. Krajinai Dandár tagjainak segítségével sikerült eloltani a tüzet, és megmentenie néhány liturgikus könyvet és tárgyat. A boszniai háború befejezése után a templomot 1997-ben újjáépítették, és ugyanazon év július 20-án Vasilije püspök szentelte fel. A tölgyfa ikonosztázt a modričai Petar Kovačević készítette, az ikonokat pedig a derventai Nebojša Lažnjaković festette. A templomot az általános felújítás után újra felszentelte Krizosztom, Zvornik-Tuzlan püspöke 2016. július 30-án.